# Vlag van Elim

Vlag van Elim

De vlag van Elim is de dorpsvlag van het Nederlandse dorp Elim, in de Drentse gemeente Hoogeveen. De vlag is bevestigd door Vlaggen Documentatie Centrum Nederland op 30 april 1998. De vlag is diagonaal gedeeld van broekhoek tot vlagtop, het bovenste deel van rood, het onderste van wit. Op het midden van de vlag is een blauwe cirkel geplaatst. Hierin zijn twee zwarte palmbomen en een witte zon te zien. Dit beeld verwijst naar de Bijbelse plaats Elim waar Mozes met het volk Israël langstrok na de uittocht uit Egypte. Elim was een vruchtbare plaats met volgens het verhaal twaalf oases en zeventig palmbomen.
Anloo
· Annen
· Annerveenschekanaal
· Dalen
· De Groeve
· Een
· Eext
· Eexterveen
· Eexterveenschekanaal
· Elim
· Gasselternijveen
· Gasteren
· Gieten
· Gieterveen
· Grolloo
· Hollandscheveld
· Nieuw-Weerdinge
· Noordscheschut
· Schoonoord
· Tiendeveen
· Uffelte
· Wapse
· Witteveen
· Yde-De Punt
· Zorgvlied